# うたかた (吉本ばななの小説)
『うたかた』は、吉本ばななの短編小説。

## 概要
「海燕」1988年5月号が初出で、同年8月5日刊行の『うたかた／サンクチュアリ』（福武書店）に収録された。第99回芥川龍之介賞候補作にあがり、1989年2月に芸術選奨文部大臣新人賞を受賞した。
2013年10月26日、『うたかた／サンクチュアリ』の電子書籍版が幻冬舎より発売された。
私生児として生まれ育った少女と、捨てられた少年との出会い。実の兄妹ではないかと疑いながらも、止まらない恋に落ちていく。

## 登場人物
私（鳥海人魚）
主人公で語り手。私生児として生まれ、母とともにマンションに暮らす。父とはたまにしか顔を合わさず、怖い男としか思っていない。
母
人魚の母。人魚の父と結婚せずに人魚を産んだ。元モデル。
父
人魚の父。人魚と人魚の母を囲っている。財産を食いつぶして勝手気ままに生きている。家の前に捨てられていた嵐を拾い、育ててきた。
高田嵐
人魚の父の家の前に捨てられ、そのまま拾われて育てられた青年。母親は人魚の母のモデル時代の仲間である真砂子。人魚の父を自分の実の父ではないかと疑っている。人魚と偶然出会い、恋に落ちる。
さゆり
人魚の友人。同じマンションの住人。快活な性格。人魚の境遇や恋愛遍歴をあらかた知っていて、嵐との恋も応援する。